# Maruca
Maruca és un gènere d'arnes de la família Crambidae.

## Taxonomia
- Maruca amboinalis (C. Felder, R. Felder & Rogenhofer, 1875)
- Maruca fuscalis Yamanaka, 1998
- Maruca nigroapicalis de Joannis, 1930
- Maruca vitrata (Fabricius, 1787)